# After School Session
| 전문가 평가 | 전문가 평가 |
| 평가 점수   | 평가 점수   |
| 출처        | 점수        |
| ----------- | ----------- |
| AllMusic    | [ 3 ]       |

《After School Session》은 1957년 5월 체스 레코드에서 발매된 척 베리의 데뷔 스튜디오 음반이다. 〈Roly Poly〉와 〈Berry Pickin'〉이라는 두 곡을 제외하고, 모든 선곡은 이전에 45 rpm 싱글로 발매되었다. 이 음반은 레이블이 발매한 두 번째 장시간 음반이다.

## 녹음 세션
《After School Session》의 곡들은 레너드와 필 체스를 위한 베리의 첫 다섯 세션에서 따왔다. 〈Wee Wee Hours〉는 1955년 5월 21일에 최초로 녹음되었다. 〈Together (We'll Always Be)〉는 1955년 9월에 녹음되었다. 다음 세션인 1955년 12월 20일, 베리는 〈Roly Poly〉(일명 〈Rolli Polli〉), 〈No Money Down〉, 〈Berry Pickin'〉, 〈Down Bound Train〉를 녹음했다. 세 번째 세션은 1956년 4월 16일이었는데, 그는 〈Too Much Monkey Business〉, 〈Brown Eyed Handsome Man〉, 〈Drifting Heart〉를 녹음했다. 〈Havana Moon〉은 1956년 10월 29일에 녹음되었다. 마지막 회기는 1957년 1월 21일, 그가 〈School Days〉과 〈Deep Feeling〉을 녹음하면서 이루어졌다.

## 발매
이 음반은 1957년 5월에 LP 1426 카탈로그인 체스 레코드에서 발매되었다. 레이블이 발매한 두 번째 장시간 음반이다.

## 곡 목록
모든 곡들은 척 베리에 의해 작사/작곡하였다.
| #  | 제목                            | 재생 시간 |
| -- | ------------------------------- | --------- |
| 1. | 〈School Days〉                 | 2:43      |
| 2. | 〈Deep Feeling〉                | 2:21      |
| 3. | 〈Too Much Monkey Business〉    | 2:56      |
| 4. | 〈Wee Wee Hours〉               | 3:05      |
| 5. | 〈Roly Poly (aka Rolli Polli)〉 | 2:51      |
| 6. | 〈No Money Down〉               | 2:59      |

| #  | 제목                             | 재생 시간 |
| -- | -------------------------------- | --------- |
| 1. | 〈Brown Eyed Handsome Man〉      | 2:19      |
| 2. | 〈Berry Pickin'〉                | 2:33      |
| 3. | 〈Together (We Will Always Be)〉 | 2:39      |
| 4. | 〈Havana Moon〉                  | 3:09      |
| 5. | 〈Down Bound Train〉             | 2:51      |
| 6. | 〈Drifting Heart〉               | 2:50      |